# Saint-Gourson
Saint-Gourson é uma comuna francesa na região administrativa da Nova Aquitânia, no departamento de Charente. Estende-se por uma área de 10,09 km². Em 2010 a comuna tinha 139 habitantes (densidade: 13,8 hab./km²).